# Amy Bruckner
Pour les articles homonymes, voir Bruckner.
Amy Bruckner est une actrice américaine née le 28 mars 1991 à Conifer (Colorado). Elle a été révélée dans le rôle de Pim Diffy dans Phil du futur.

## Biographie
Née le 28 mars 1991 à Conifer Colorado, Amy Bruckner, de son vrai nom Amelia Ellen Bruckner, commence sa carrière à l'âge de dix ans dans un épisode d'Urgence dans lequel elle tient le rôle d'Ariel, elle fait aussi de courtes apparitions dans de nombreuses séries télévisées comme Amy, Ally McBeal, À la Maison-Blanche ou Malcolm.
En 2004, Disney Channel lui offre le rôle de Pim Diffy, la sœur de Phil dans la série Phil du futur qui est diffusé de 2004 à  2006. Elle parait aussi dans le télé-film Ils sont parmi nous où elle tient le rôle de Brandi.
En 2005, elle tient le rôle d'Annie dans le film Basket Academy.
De  2005 à 2007, Disney Channel lui confie la voix de Haley Long dans la série d'animation American Dragon: Jake Long.
En 2006, elle fait partie du Disney Channel Circle of Stars, groupe de chanteurs artistes de Disney Channel.
En 2007, elle joue le rôle de Bess dans le film d'Andrew Fleming, Nancy Drew.

## Filmographie sélective
- 2014 : Ma parole contre la leur (téléfilm) : Frankie

## Distinctions
- 2006 : Nommée au Young Artist Award, dans la catégorie « Meilleure performance dans une série télévisée, premier rôle féminin », pour son rôle de  Pim dans la série Phil du futur[1].
- 2008 : Nommée au Young Artist Award, dans la catégorie « Meilleur groupe dans un film », pour son rôle de Bess dans Nancy Drew[1].